# 가마새
가마새는 참새목 아메리카솔새과에 딸린 작은 새이다. 몸길이 16cm 가량이며, 몸무게 최대 28g이다. 눈 주위에 흰 테두리가 있는 것이 특징이다. 북아메리카(미국, 캐나다)에 분포하며, 이 새는 산림의 바닥에서 서식한다.